# 940-е годы до н. э.
940-е (девятьсо́т сороковы́е) го́ды до на́шей э́ры по пролептическому юлианскому календарю — промежуток времени с 1 января 949 года до н. э. по 31 декабря 940 года до н. э., включающий с 949 по 941 годы 6-го десятилетия  и 940 год 7-го десятилетия X века 1-го тысячелетия до н. э. Им предшествовали 950-е годы до н. э., за ними следовали 930-е годы до н. э. Они закончились 2965 лет назад.

## Датированные события
О принципах датировки см. X век до н. э.
- 946[1] — Окончание строительства царского дворца в Иерусалиме. Соломон передаёт Хираму I Великому 20 городов[2].
- 944 (или 936) — Умер царь Тира Хирам I Великий, ему наследовал сын Баалезор I.
- 944 или 943 — Умер верховный жрец Амона Псусеннес III, жрецом стал Иупут, сын Шешонка I.
- 943 — Начало XXII династии египетских фараонов, на престол взошёл ливиец Шешонк I, племянник Осоркона Старшего.
- Ок.943 — Умер царь VIII Вавилонской династии Набу-мукин-апли, на престол взошёл Нинурта-кудурри-уцур II.
- Ок.942 — Умер царь VIII Вавилонской династии Нинурта-кудурри-уцур II, на престол взошёл Мар-бити-аххе-иддин.
- Ок.941 — Умер царь VIII Вавилонской династии Мар-бити-аххе-иддин, на престол взошёл Шамаш-мудаммик.
- 940-е годы — Визит к Соломону царицы Савской.